# Michael Rua

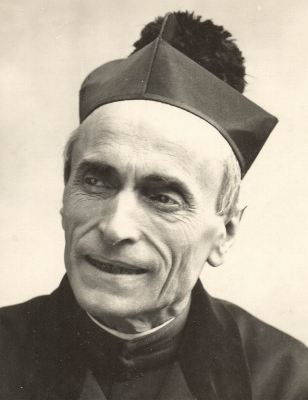
Porträtaufnahme von Michael Rua

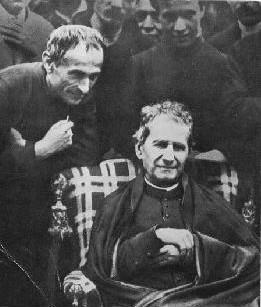
Don Rua mit Don Bosco, 1885 in Barcelona

Michael Rua SDB (* 9. Juni 1837 in Turin; † 6. April 1910 ebenda) war zweiter Generaloberer der vom heiligen Don Bosco gegründeten Salesianer Don Boscos.

## Leben
Im Herbst 1845 begegnete der Halbwaise, der mit acht Jahren seinen Vater, einen Fabrikarbeiter, verloren hatte, erstmals Don Bosco und besuchte seither das Oratorium in Valdocco. Seit 1850 wollte er, von Don Bosco dazu ermuntert, Theologie studieren und lernte daher Latein. Von 1852 an wohnte er im Internat des Oratoriums. Von 1853 bis 1860 studierte er Philosophie und Theologie. Am 3. Oktober 1853 erhielt er in Becchi in der Rosenkranzkapelle den Klerikerhabit.
Seit 1854 gehörte er zu den Schülern und Mitarbeitern Don Boscos, die mit ihm eine apostolische Gemeinschaft gründen wollten und legte am 25. März 1855, in Anwesenheit Don Boscos private Gelübde ab. Daher gilt er als erster „Salesianer“. Er studierte fortan Theologie. 1858 begleitete er Don Bosco auf dessen erster Romreise. Mit 22 Jahren wurde er – mittlerweile Subdiakon – geistlicher Leiter der am 18. Dezember 1859 gegründeten „Gesellschaft des hl. Franz von Sales“.
Am 29. Juli 1860 erhielt er die Priesterweihe. 1863 wurde er von Don Bosco als Direktor der ersten Salesianerniederlassung außerhalb Turins nach Mirabello Monferrato (Piemont) geschickt, aber bereits zwei Jahre später als Präfekt der Kongregation nach Turin zurückgerufen. Seine Aufgabe war es, sich um die Disziplin in den salesianischen Einrichtungen und um die Finanzen zu kümmern. Von 1869 bis 1875 war er auch der Verantwortliche für die geistliche Ausbildung des Ordensnachwuchses. Außerdem verwaltete er die „Letture Cattoliche“ und begleitete Don Bosco auf zahlreichen Reisen.
1875 ernannte ihn Don Bosco zum Generaldirektor der Don-Bosco-Schwestern.
Nachdem Papst Leo XIII. den Ordensgründer 1884 gebeten hatte, seine Nachfolge zu regeln, wünschte er sich 1885 seinen Schüler Don Rua zum Nachfolger und ließ dies durch Papst Leo XIII. bestimmen. Nach dem Tod Don Boscos im Jahr 1888 wurde er daher durch den Papst als Generaloberer der Gemeinschaft bestätigt.
Unter seiner Leitung verbreiteten sich die Salesianer in der ganzen Welt. Die Kongregation wuchs von weniger als 800 Salesianern, verteilt auf sechs Provinzen und 57 Häuser in 10 Ländern, auf über 4000 Salesianer in 34 Provinzen und über 340 Häusern in mehr als 30 Ländern. 1908 reiste er ins Heilige Land.
1895 wurde unter seiner Maßgabe die Ordenszeitschrift Bollettino Salesiano in deutscher Sprache herausgegeben, worin er um Ordenseintritte warb. 1897 gründete er bereits eine Schule für deutschsprachige Spätberufene. Es folgten Ordensniederlassungen in Muri (Kanton Aargau) und Sierck bzw. Thionville gegründet, letztere auch zur Seelsorge für die dort lebenden Italiener. Seit 1903 wirkte die Ordensgemeinschaft in Wien, wohin Don Rua auch reiste. Er besuchte als Generaloberer auch Köln.

## Seligsprechung
Rua wurde am 29. Oktober 1972 durch Paul VI. seliggesprochen und gewürdigt:

„Die salesianische Familie hatte in Don Bosco den Ursprung, in Don Rua die Beständigkeit. Er hat aus dem Beispiel des Heiligen eine Schule, aus seiner Regel einen Geist, aus seiner Heiligkeit ein Lebensmodell gemacht. Er hat aus der Quelle einen Fluss gemacht.“

Sein Leichnam wird in der Krypta der Turiner Maria-Hilf-Basilika verehrt; der Gedenktag ist am 29. Oktober.

## Schriften (Auswahl)
- Lettere circolari di D. Bosco e di D. Rua ed altri loro scritti ai Salesiani, Turin 1896;
- Lettere circolari di don Michele Rua ai Salesiani, Turin 1910;
- Circolare sulla poverta: 31 gennaio 1907, Turin 1961;
- Lettere circolari di don Michele Rua ai Salesiani, Turin 1965;